# Glenn McGrath
Glenn Donald McGrath (Dubbo, 9 febbraio 1970) è un crickettista australiano, considerato uno dei più forti lanciatori della disciplina.

## Biografia
McGrath ha esordito come professionista nella stagione 1992-93 con la maglia del N. Galles d. Sud e si è guadagnato subito la convocazione in nazionale esordendo contro la Nuova Zelanda il 12 novembre 1993. Ha militato tutta la sua carriera nel NSW ma approfittando dello sfalsamento dei calendari tra l'emisfero australe e quello boreale ha militato contemporaneamente anche in alcune squadre del Regno Unito (Worcestershire e Middlesex) e in India (Delhi Daredevils).
A livello internazionale ha conquistato 563 wicket nel test cricket e 381 nell'ODI cricket ed ha fatto parte della nazionale australiana che ha dominato la scena mondiale a cavallo tra gli anni '90 e gli anni 2000, vincendo tre coppe del mondo consecutive (1999, 2003 e 2007). Nella coppa del mondo del 2007 fu anche il miglior realizzatore di wicket nel torneo e stabilì il record di 26 wicket in una sola edizione della coppa.
A livello individuale è stato finalista del Sir Garfield Sobers Trophy nel 2005 ed è stato insignito dell'Ordine dell'Australia. Il 31 dicembre 2012 è stato introdotto nella ICC Cricket Hall of Fame.